# جون هيكمان (عازف بانجو)
جون هيكمان (بالإنجليزية: John Hickman)‏ هو عازف بانجو أمريكي، ولد في 7 أكتوبر 1942.